# Alfred Krupa

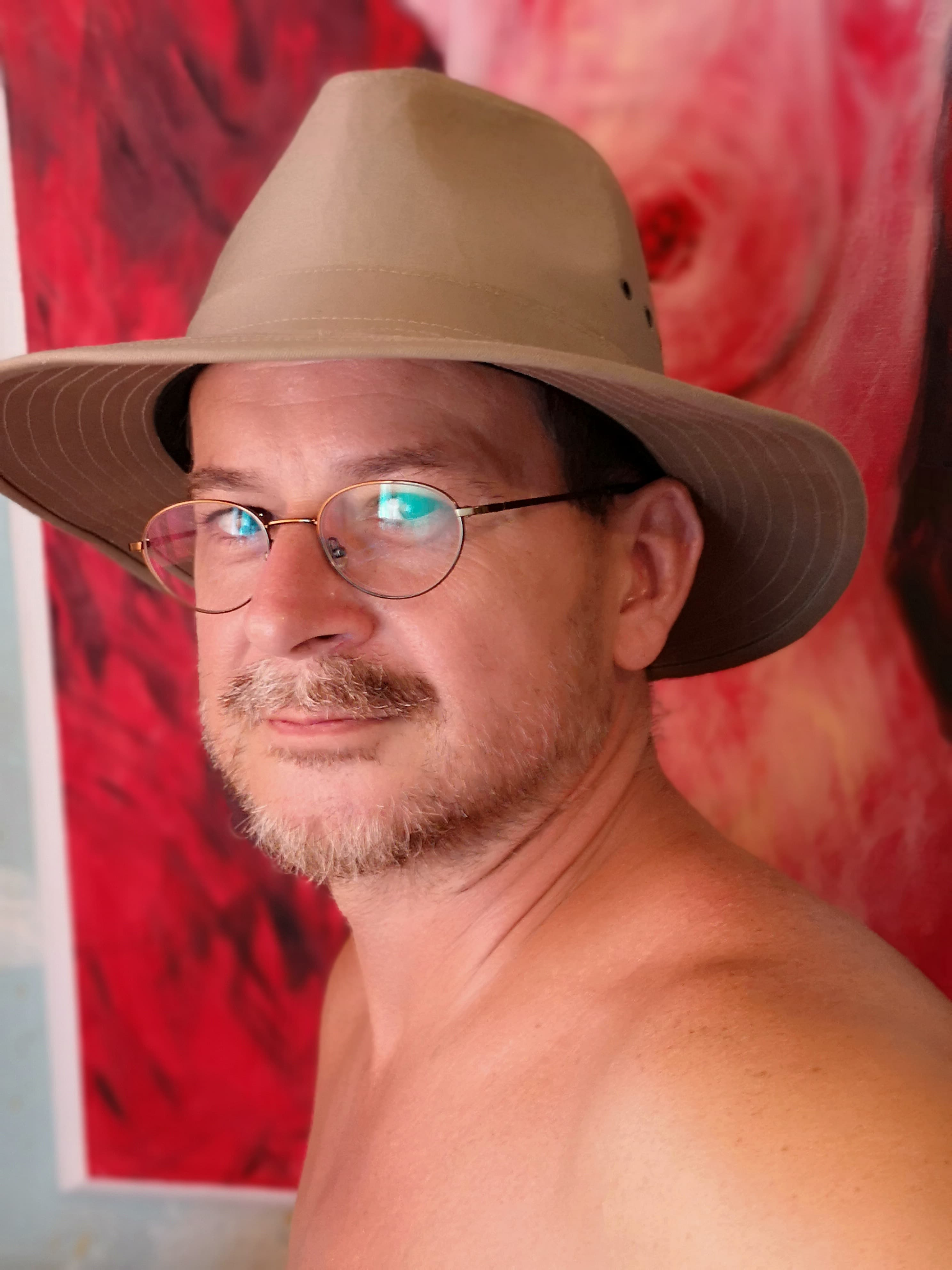
Freddy Krupa, date inconnue.

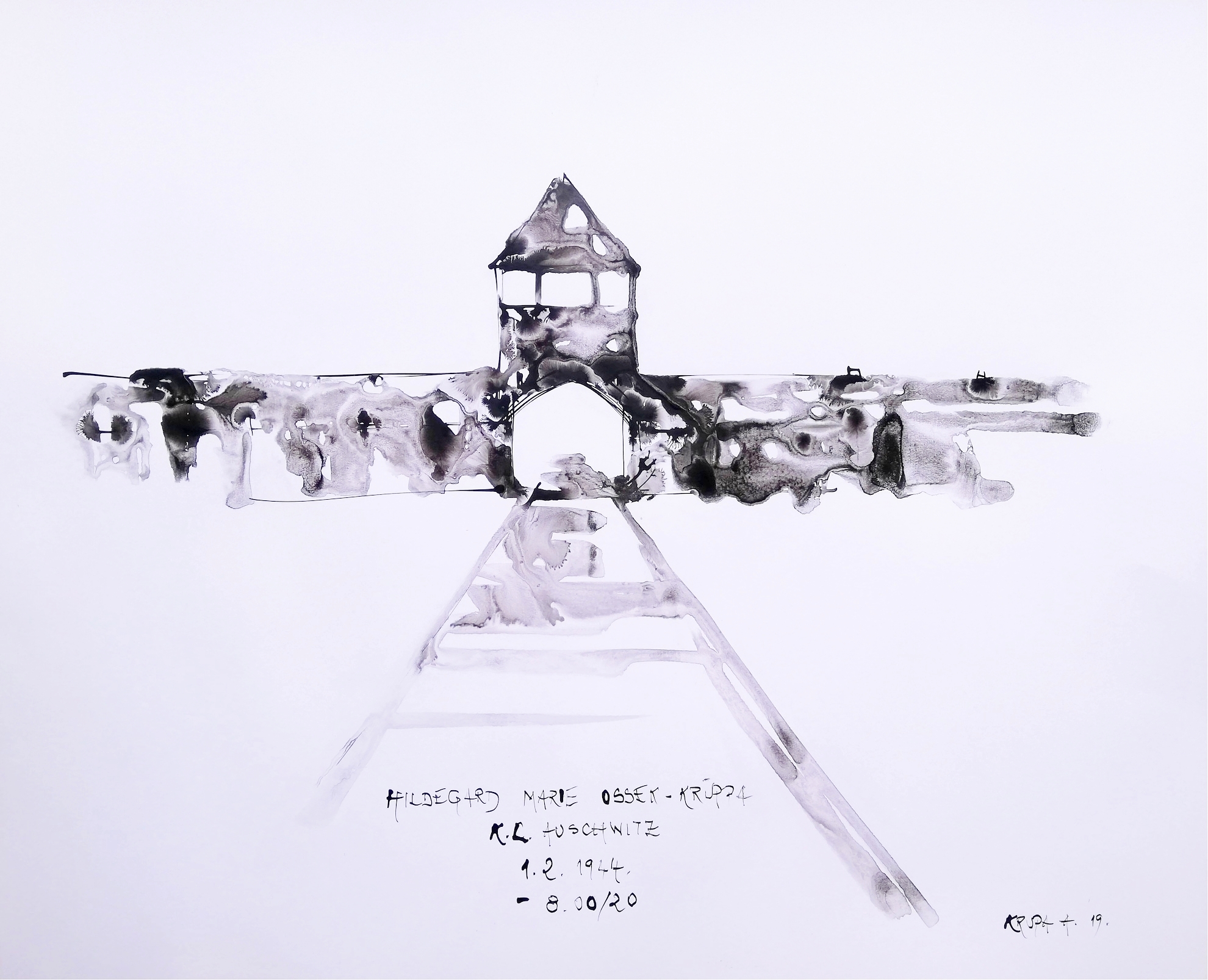
Hildegard Marie Ossek-Kruppa K.L. Auschwitz 1.2.1944. - 8.00/20, encre sur papier de riz, 2019.

Alfred Krūppa (ou Krupa), dit également Freddy Krupa, né le 14 juin 1971 à Karlovac, est un artiste peintre contemporain croate, enseignant, dessinateur, artiste du livre et de l'art,,,.
Freddy Krupa est considéré comme un pionnier du mouvement New Ink Art, pour lequel il a acquis une reconnaissance internationale,.

## Biographie
Alfred Freddy Krupa vient d'une famille de Silésie multiethnique de longue tradition dans les arts visuels,. Sa famille apparaît dans les archives du Service international de recherches en tant que victimes de la persécution nazie,.

## Œuvre
Internationalement, Krupa est connu comme peintre de portraits ; entre autres, il a peint le président croate Franjo Tudjman (1996) et le président rwandais Kigeli V (2013).
Ses peintures à l'encre sur papier de riz utilisent la technique chinoise dite Hakubyou (zh). Krupa représente des motifs de style simplifié.
Son travail à l'encre est considéré comme « d'importance vitale pour l'intégrité globale de la peinture à l'encre moderne », et il est considéré comme l'un des représentants essentiels de l'art national et international actuels.
Des dessins et des aquarelles originales de Krupa sont exposés au Museum of Modern Art de New York (Collection de livres d'artistes du MoMA Manhattan), à la Tate Modern de Londres, au musée de Silésie à Katowice (Pologne), à l'Académie croate des sciences et des arts - Département des Estampes et des Dessins (Zagreb, Croatie), au musée national de l'aquarelle Alfredo Guati Rojo (Museo Nacional de Acuarela Alfredo Guati Rojo) de Mexico (Mexique), au bureau du président de la République de Croatie (Zagreb, Croatie) et dans d'autres collections publiques, privées et d'entreprises.
Alfred Freddy Krupa est un artiste dont les œuvres figurent dans des expositions et des publications à travers le monde, notamment en Croatie, en Belgique, au Japon, au Pakistan et aux États-Unis. Selon Alyssa Perrott, Krupa, en explorant des styles variés et tissant différents liens entre théories scientifiques et artistiques, crée des œuvres à l'encre sur papier qui reflètent une approche minimaliste et mathématique. « Toutes les œuvres de Krupa sont spontanées, brutes et directes, créant une signature artistique personnelle et authentique ».

## Notoriété nationale et internationale
Pour l'i-CAC (Indice de Cotation des Artistes Certifiés), de Paris, le travail de Krupa a été évalué par Olivier Houg, membre expert de la Chambre nationale des experts spécialisés en objets d'art et de collection - Paris et de la Confédération Européenne Des Experts d'Art - Paris, le plaçant à la 15ème place en 2022, et estimé la valeur de ses oeuvres.
Alfred Krupa est classé 13e sur la liste des Artistes célèbres de Croatie éditée par la société de médias numériques Ranker, basée à Los Angeles.
Artfacts.net Global Artists Historical Ranking (tous médias) positionne A.F. Krupa autour de la 1300e place en 1997 sur la base de l'historique des expositions internationales, avec un classement similaire pendant environ deux décennies et dans le Top 10 des peintres à l'encre moderne (la liste est publiée le 22 février 2019),.
Depuis octobre 2020, avec un « indice de popularité historique » (HPI) estimé par le Massachusetts Institute of Technology à 47,05, Alfred Freddy Krupa est le 80e peintre vivant le plus célèbre, le cinquième peintre croate le plus célèbre et le peintre croate vivant le plus célèbre.
Les directeurs généraux de certaines des principales foires d'art en Europe et aux États-Unis l'ont inclus dans la liste d'or des meilleurs artistes contemporains d'aujourd'hui en 2022,.
Alfred Krupa est détenteur du record du monde du dessin le plus long à l'encre de plume d'oie et de cygne, réalisé sur une toile brute de près de neuf mètres de longueur.